# Droite à l'infini
Cet article court présente un sujet plus développé dans : Plan projectif.
Dans le plan projectif, il est possible de définir un plan affine en choisissant une droite projective quelconque, que l'on appelle alors droite à l'infini associée à ce plan affine. Deux droites affines strictement parallèles correspondent à deux droites projectives qui s'intersectent en un point situé sur la droite à l'infini, dit point à l'infini.
Réciproquement, il est toujours possible de compléter un plan affine par une droite à l'infini de façon à obtenir un plan projectif, dit complété projectif de ce plan affine. Les points de cette droite correspondent exactement aux directions de droites affines.